# Simon De Cuyper
Pour les articles homonymes, voir De Cuyper.
Simon De Cuyper né le 30 octobre 1986 à Louvain, est un triathlète professionnel belge, quadruple champion de Belgique (2008, 2012, 2013 et 2016).

## Palmarès
Le tableau présente les résultats les plus significatifs (podium) obtenus sur le circuit national et international de triathlon depuis 2007,.
| Année | Compétition                                  | Pays         | Position           | Temps           |
| ----- | -------------------------------------------- | ------------ | ------------------ | --------------- |
| 2017  | Championnats de Belgique de triathlon sprint | Belgique     | Médaille d'or      | Timing          |
| 2016  | Coupe d'Europe - l'étape sprint de Tartu     | Estonie      | Médaille de bronze | 0 h 56 min 1 s  |
| 2016  | Coupe d'Europe - l'étape sprint d'Altafulla  | Espagne      | Médaille d'or      | 0 h 58 min 1 s  |
| 2016  | Championnats de Belgique de triathlon        | Belgique     | Médaille d'or      | Timing          |
| 2016  | Championnats de Belgique de triathlon sprint | Belgique     | Médaille d'or      | Timing          |
| 2015  | Coupe d'Europe - l'étape sprint de Riga      | Lettonie     | Médaille de bronze | 0 h 53 min 52 s |
| 2013  | Championnats de Belgique de triathlon        | Belgique     | Médaille d'or      | 1 h 46 min 0 s  |
| 2013  | Championnats de Belgique de triathlon sprint | Belgique     | Médaille d'or      | Timing          |
| 2012  | Coupe du monde - l'étape de Huatulco         | Mexique      | Médaille d'or      | 2 h 2 min 34 s  |
| 2012  | Championnats de Belgique de triathlon        | Belgique     | Médaille d'or      | Timing          |
| 2011  | Coupe du monde - l'étape de Tongyeong        | Corée du Sud | Médaille de bronze | 1 h 49 min 52 s |
| 2011  | Coupe d'Europe - l'étape de Holten           | Pays-Bas     | Médaille d'argent  | 1 h 50 min 3 s  |
| 2009  | Coupe d'Europe - l'étape de Ferrol           | Espagne      | Médaille de bronze | 1 h 51 min 50 s |
| 2008  | Championnats de Belgique de triathlon        | Belgique     | Médaille d'or      | Timing          |
| 2008  | Championnats de Belgique de triathlon sprint | Belgique     | Médaille d'or      | Timing          |
| 2007  | Championnats de Belgique de triathlon sprint | Belgique     | Médaille d'or      | Timing          |